# Fiuggi
Fiuggi je italská obec v provincii Frosinone v oblasti Lazio.
V roce 2013 zde žilo 9 697 obyvatel.

## Sousední obce
Acuto, Ferentino, Guarcino, Piglio, Torre Cajetani, Trevi nel Lazio, Trivigliano

## Vývoj počtu obyvatel
Zdroj: 